# Academia de Música de Savonlinna
La Academia de Música de Savonlinna (en finés: Savonlinnan musiikkiakatemia) es una asociación en Savonlinna en el país europeo de Finlandia. Se encarga de la organización de clases magistrales internacionales en Savonlinna y en el extranjero. En las clases magistrales enseñan cantantes e instrumentistas internacionalmente reconocidos, en especial a jóvenes talentos en el campo de la ópera,  y la música de cámara. La academia de música de Savonlinna se originó a partir de Dias musicales de Savonlinna, organizados por el compositor finlandés Yrjö Kilpinen en la década de 1950. Durante las Jornadas de Música, se organizó la enseñanza para los jóvenes músicos. La historia de la Academia de Música de este modo se remonta a los tiempos del Festival de ópera de Savonlinna que hizo a la pequeña ciudad conocida internacionalmente.